# Ruiterstandbeeld van Godfried van Bouillon

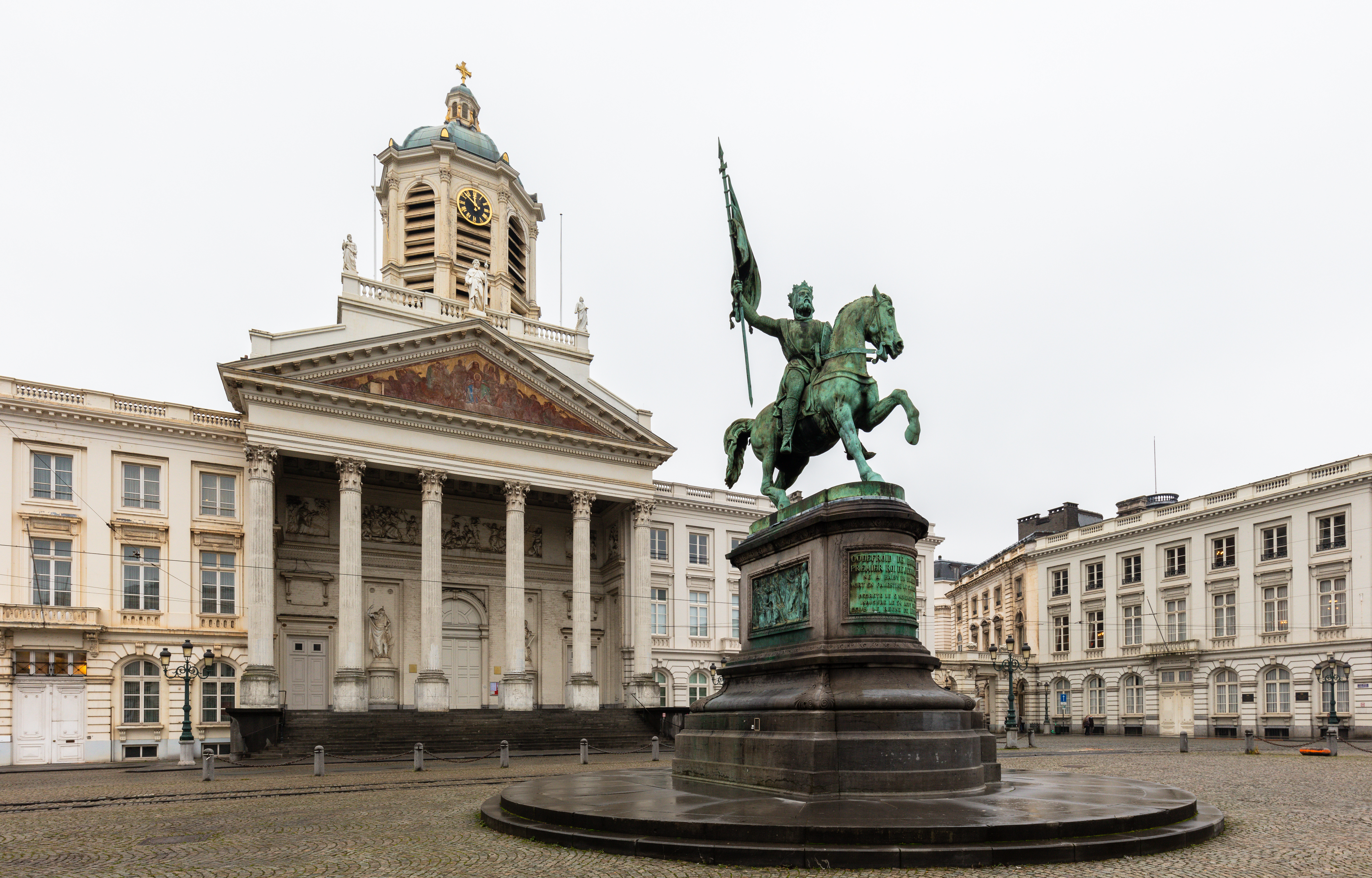
Het ruiterstandbeeld van Godfried van Bouillon met op de achtergrond de Sint-Jacob-op-Koudenbergkerk

Het ruiterstandbeeld van Godfried van Bouillon is een bronzen ruiterstandbeeld van Godfried van Bouillon (1060-1100), hertog van Neder-Lotharingen en een van de leiders van de Eerste Kruistocht. Het staat op het Koningsplein in de Koninklijke Wijk in de Belgische hoofdstad Brussel.

## Geschiedenis
Bij de aanleg van het Koningsplein werd een standbeeld van Karel van Lotharingen opgericht. Het werd in 1794 omvergeworpen en omgesmolten. Gedurende enkele tientallen jaren stond er geen beeld op het plein. Wanneer de Kamer van volksvertegenwoordigers in 1842 het project besprak verliepen de plannen niet zonder moeilijkheden; sommige parlementsleden vreesden dat het budget voor het project zou worden overschreden. Eugène Simonis had een ontwerp gemaakt dat werd onderzocht door een commissie van de Kamer. In 1843 werd hem een contract toegekend: een bronzen sculptuur van twaalf ton, uitgevoerd in twee delen, en die vijf meter hoog zou meten zonder de vlag. Pas in 1846 bepaalde een koninklijk besluit definitief de locatie van het standbeeld op het Koningsplein.
Het standbeeld werd op 15 augustus 1848 ingehuldigd. Op het voetstuk staat echter de datum 24 augustus 1848. De ellipsvormige, gelede sokkel van hardsteen uit Arquennes was een ontwerp van Tieleman Franciscus Suys. Het beeld zelf werd vanwege zijn grootte in Frankrijk gegoten aangezien er geen Belgisch atelier in staat was een beeld van dergelijke afmetingen te vervaardigen. Na het faillissement van de eerste, Parijse giet werd het beeld aan een tweede atelier toegewezen.
Het standbeeld veroorzaakte verschillende controverses. In 1851 werd Simonis ten onrechte beschuldigd van plagiaat. Men verweet hem een ruiterstandbeeld van Richard I van Engeland door Carlo Marochetti te hebben gekopieerd. Sommigen, waaronder Antoine Wiertz, verweten hem ook dat hij een personage in de kledij van zijn tijd had afgebeeld in plaats van in de antieke stijl. Anderen daarentegen schreven hem historische onjuistheden toe. Zo droeg Godfried een kroon terwijl hij geen koning was, maar verdediger van het Heilig Graf. Men betreurde ook dat de wapenschilden anachronistisch waren, iets waar Simonis niet verantwoordelijk voor was aangezien deze wapenschilden hem waren opgelegd.
Op de sokkel werden in 1897 door Guillaume De Groot bronzen bas-reliëfs aangebracht die de bestorming van Jeruzalem en de zitting van het gerechtshof van Jeruzalem voorstellen, samen met verklarende teksten. Het beeld stond aanvankelijk achter traliewerk.
Het Koningsplein was doorheen de geschiedenis onder andere het toneel van koninklijke intredes en speelde ook tijdens de Belgische Revolutie van 1830 een belangrijke rol. Om in het nieuwe België een nationalistische geest te stimuleren werd besloten Godfried van Bouillon als nationale held een plaats te geven.

## Galerij

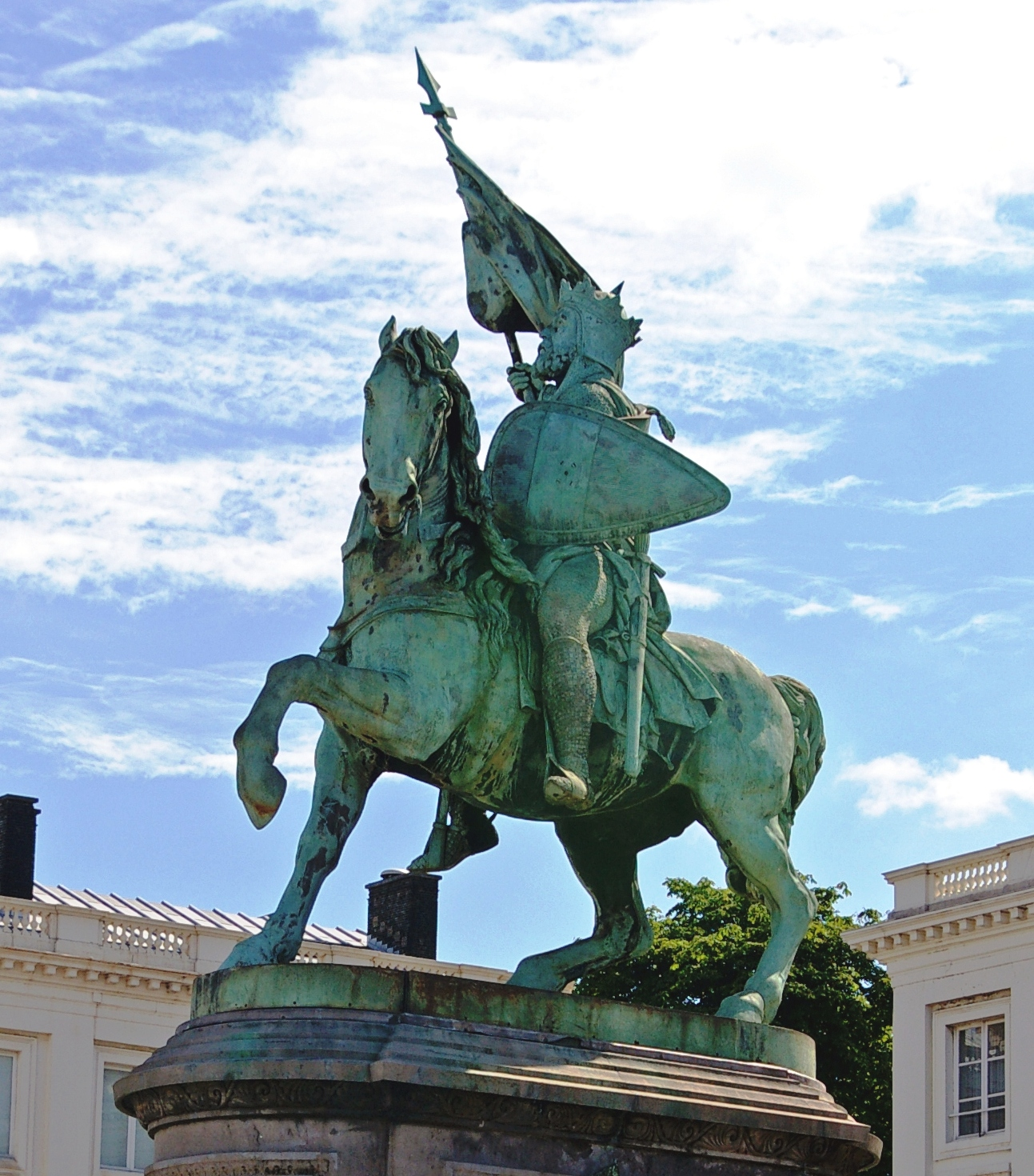
Close-up van het beeld
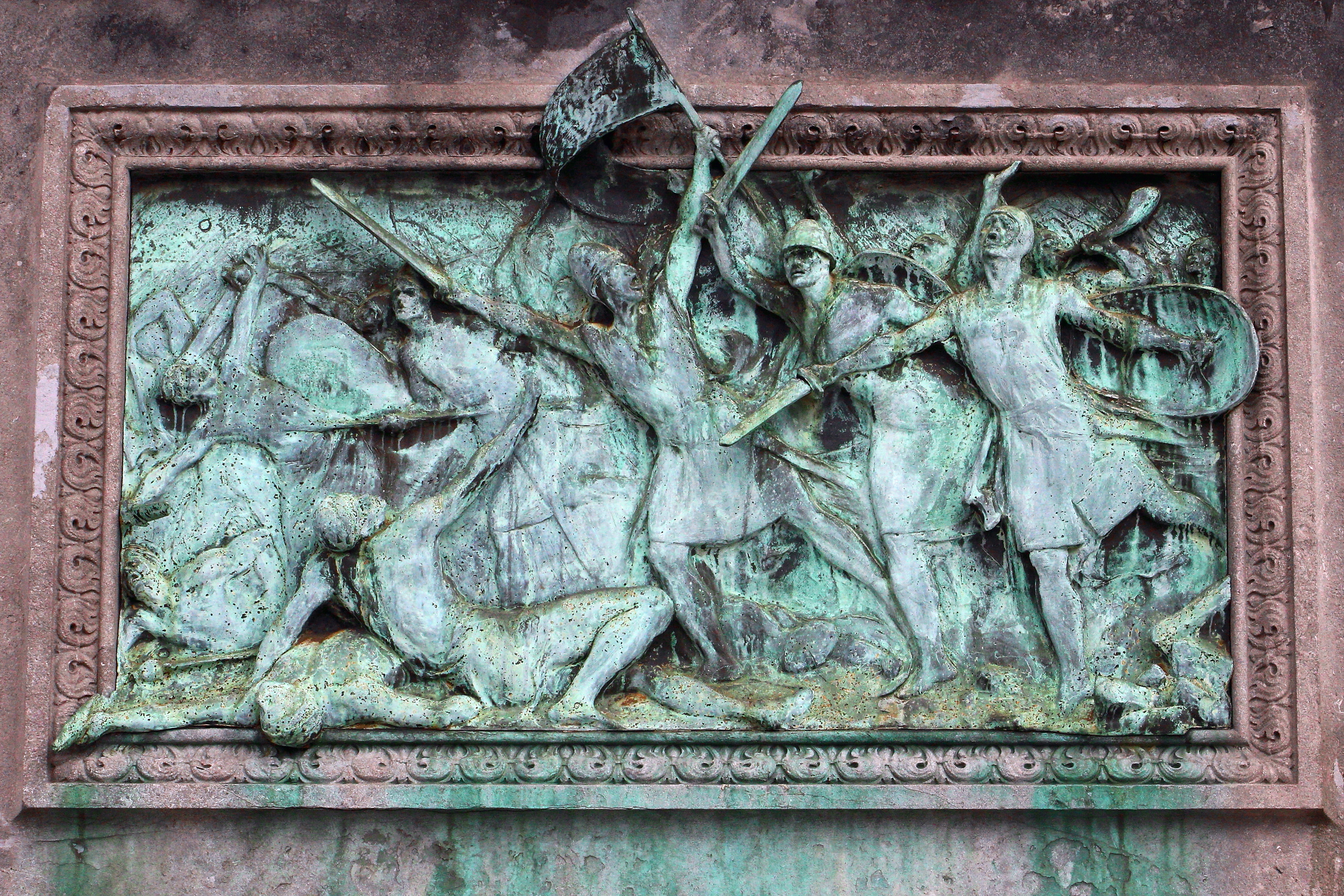
Het bronzen bas-reliëf van de bestorming van Jeruzalem
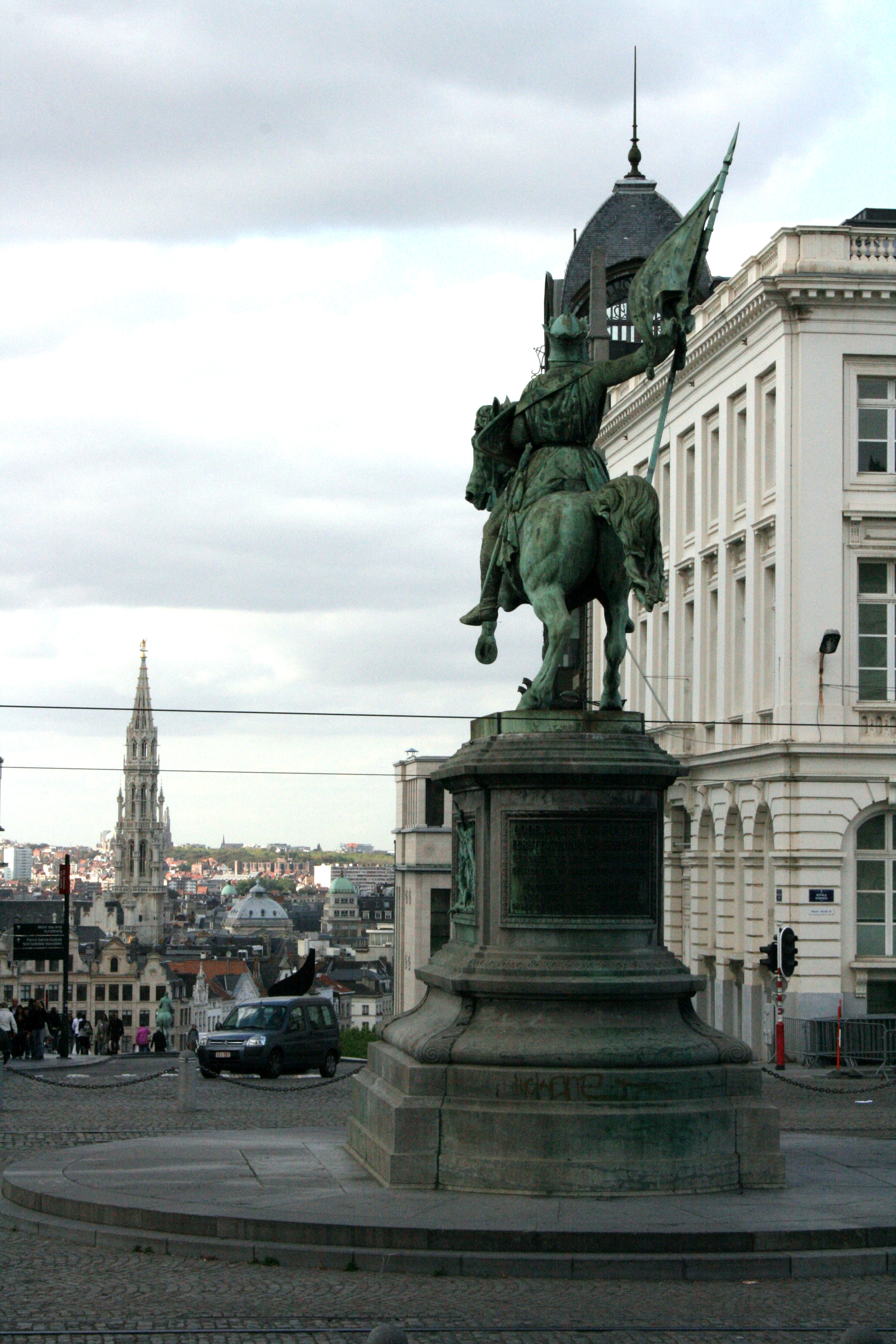
Het ruiterstandbeeld kijkt uit over de Kunstberg
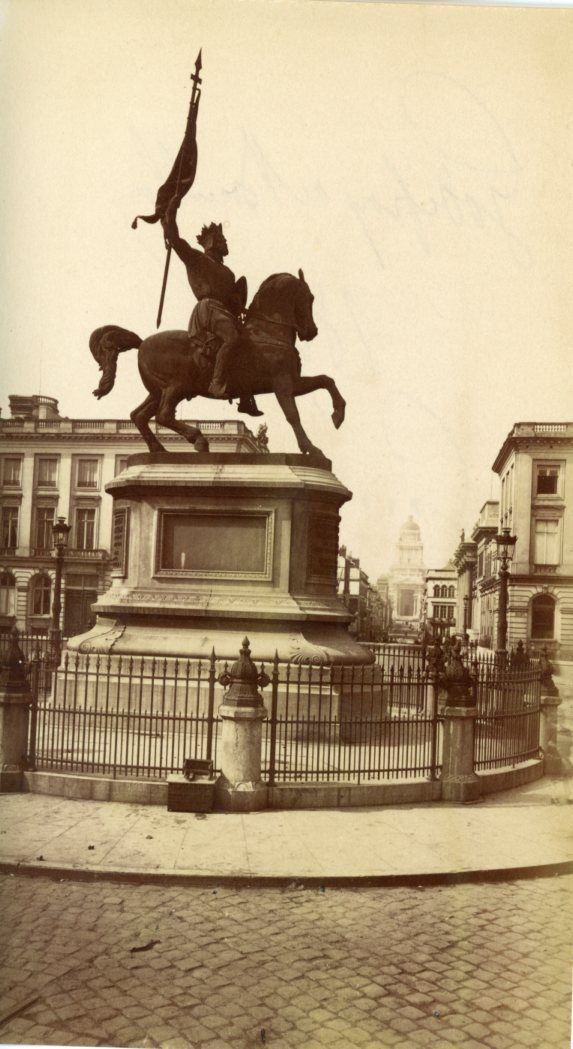
Het oorspronkelijke traliewerk werd verwijderd